# Mas Salionç
Mas Salionç és un edifici del municipi de Tossa de Mar (Selva). Es tracta d'una edificació de planta bastant irregular, fruit de l'àmplia activitat constructiva que ha experimentat l'edifici al llarg dels anys i que s'ha traduït a la pràctica, en la construcció i adossament de nous cossos. És una construcció declarada bé cultural d'interès nacional.

## Descripció
L'estructura principal de l'edificació actual és la torre de defensa, de planta quadrada i tres pisos, amb merlets i mènsules, que podria datar del segle xvi. Immediatament adossada a la torre, hi ha l'habitatge molt més tardana, concretament del segle xix, de planta rectangular que consta de planta baixa i pis superior. Paral·lelament s'han construït nous cossos i dependències en la part posterior, adaptant-se així a la morfologia física i a les característiques intrínseques del territori. Després que la masia va estar molts anys en desús i abandonada, des de fa poc l'han adquirit uns anglesos els quals, en l'actualitat, estan duent a terme les obres de rehabilitació i condicionament, a nivell integral, en tot l'edifici. Unes obres que es perllongaran àmpliament, ja que ara mateix tan sols s'ha concretat l'obra exterior, mentre que tots els interiors resten totalment per redefinir.

## Història
En una carta precària del 13 de gener de 1420 l'abat de Ripoll, fra Dalmau de Cartellà i Despou, atorgava a Joan Pere de Salions (o Salionç) "la casa-torre, viña, huerto, bosque, molino y otras pertenencias suyas, cuyas cosas, todas contiguas estaban dentro el termino del castillo de Tossa; diciéndose allí que afrantabanm todas juntas, por Este con el torrente llamado de Vallprehona, a Sur con el mar". D'aquesta manera Tossa limità amb Sant Feliu de Guíxols fins a una data intermèdia entre 1163 i 1355. Després limità amb Salionç.
A la donació de l'alou de Tossa feta el 20 de desembre de 966 pels marmessors del comte Miró ja s'esmenta l'església de Sant Lions. Aquesta església, la ubicació exacta de la qual es desconeix va cedir el seu nom a una cala, un puig, un mas i a la família que l'habitava. El mas hauria superat la crisi de la baixa edat mitjana car es conserva una carta precària de renovació d'establiment emfitèutic a favor de Joan-pere de Salions signada el 1420 pel notari. A. Ferran, de Ripoll que descriu el mas com una casa-torre amb vinya, hort, bosc, un molí i altres pertinences que en conjunt afrontava a l'est amb el torrent de Vallprahona, al sud amb el mar i amb els honors de Joan Bosch, a l'oest amb els masos Sans i Salvador de la Creu i al nord amb el Puig de Sang Grau. També apareix esmentat en la llista de focs remences (Guerau de Senlions), en el fogatge de 1497 (Sant Lions) i en el de 151 (Grau Sant Lions del mas). En el mateix fogatge s'esmenta a "Moss Dalmau prevere beneficiat en la iglesia de Valldareu que te la casa que es diu Salio e vuy habita en la vila de Tossa per haver fet manament lo Sor. B Bisbe que no stigue en dita vall".
El capbreu de 1639 el descriu com un mas "cum domibus & turri amb quintana, vinyes, bosc, terres i un molí fariner derruït". Afrontava amb Vallpresonar (límit del terme de Tossa), amb el mar i amb honors dels masos Sans i Salvador de la Creu fins a arribar al puig de Sant Grau. Segons aquest mateix capbreu el mas havia pertangut a Jaume Salions, hereu d'Antoni Salions, ia la seva esposa Marianna fins al 30 d'agost de 1617. aquell any Caterina i Jaume Salions veneren el domini directe del seu mas a l'Abat Sentjust -qui feu ús del dret de fadiga- per 500 lliures i aquest el va establir a la Universitat de Tossa perquè servís per a dotar un benifet que en aquell mateix moment es fundava a la capella de Sant Grau d'Ardenya. A partir d'aquell moment la història del mas Salions anirà lligada a la del Santuari de Sant Grau.
El 17 d'agost del 1621, La Universitat de Tossa feu donació del mas al prevere Jaume Vidal i als pescadors Salvi Prats i Grau Prats com a operaris de la capella de Sant Grau. A partir de llavors sempre fou na propietat vinculada al capella de Sant Grau i per aquesta raó a principis del XIX hi hagueren intents de desamortitzar-la per part de l'estat.